# راضی الراضی
راضی الراضی (عربی: راضي حسن الراضي؛ زادهٔ ۱۳ دسامبر ۱۹۹۱) یک ورزشکار اهل عربستان سعودی است.
از باشگاه‌هایی که در آن بازی کرده‌است می‌توان به باشگاه فوتبال هجر عربستان سعودی اشاره کرد.